# Gaston Tissandier
Gaston Tissandier (Paris, 21 de novembro de 1843 — Paris, 30 de agosto de 1899) foi um aeronauta, cientista, escritor e historiador francês. Foi fundador da revista La Nature, em 1873.

## Uma carreira consagrada às ciências
Fez seus estudos no Liceu Bonaparte de Paris, depois estudou química no Conservatoire des Arts et Métiers. Físico e químico de formação, foi professor na escola da Société Polymathique e dirigiu uma laboratório de análises a partir de 1864.
Especialista na análise de gases, foi também um meteorologista em meio às pesquisas da atmosfera e aeronauta.

## O aerostata ou o aventureiro científico

Départ de l'aérostat dirigeable électrique de Gaston et Albert Tissandier, le 8 octobre 1883 à Auteuil

Em 16 de agosto de  1868, ele fez com Jules Duruof sua primeira ascensão em balão, seguida de 44 outras. Em 1881, na Exposição de Eletricidade, Gaston e seu irmão Albert Tissandier apresentaram o primeiro modelo de balão elétrico dirigível. Dois anos depois projetaram um modelo em grande escala, construído por Henri Lachambre. A ascensão do primeiro aeróstato dirigível elétrico teve lugar em 8 de outubro de 1883. Um segundo ensaio foi efetuado em 26 de setembro de 1884. A aeronave deu todos os resultados esperados quanto a possibilidades de manobra, mas não foi possível enfrentar o vento por falta de potência.

## Distinções e honrarias
- Medalha de ouro e presidente, a partir de junho de 1881, em sucessão de Charles Renard, da Société Française de Navigation Aérienne (Sociedade Francesa de Navegação Aérea)
- Vice-presidente da Société Météorologique
- Cavaleiro da Legião de honra
- Medalha de ouro da Sociedade de Encorajamento para a Indústria Nacional

## Publicações

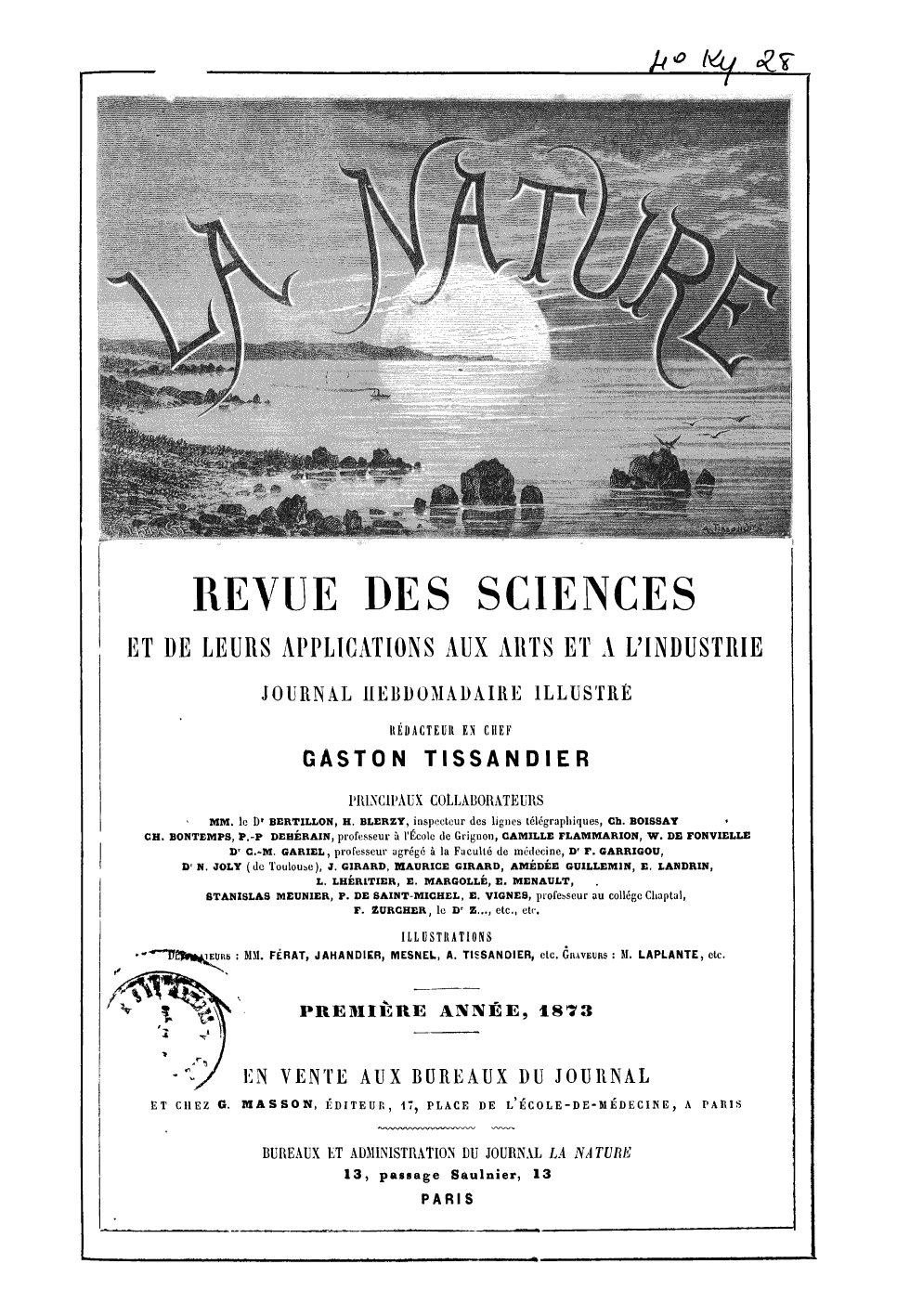
La Nature, 1873

- L'Eau, Paris, Hachette, coll. « La Bibliothèque des merveilles », 1867
- Éléments de chimie, Paris, 1870.
- En ballon ! Pendant le siège de Paris. Souvenirs d'un aéronaute, Paris, 1871 (Leia online [ arquivo ])
- La Houille, Paris, Hachette, coll. «  La Bibliothèque des merveilles », éd., 1869, 1872. Réédition Jourdan, collection "Témoignages Histoire", 2012.
- Les Merveilles de la photographie, Paris, Hachette, coll. «  La Bibliothèque des merveilles », 1874 (Leia online)
- Histoire de la gravure typographique, 1875
- Simples notions sur les ballons, 1876
- Le Grand Ballon captif à vapeur de M. Henry Giffard, 1879
- Les Martyrs de la science, Paris, Dreyfous, 1879
- Observations météorologiques en ballon. Résumé de 25 ascensions aérostatiques, Paris, 1879
- Les fossiles, Paris, Hachette, coll. «  La Bibliothèque des merveilles », 1881
- La Photographie, Paris, Hachette, 1882. (Leia on-line)
- Les Ballons dirigeables : Application de l'électricité à la navigation aérienne, Paris, 1885
- La navigation aérienne : l'aviation et la direction des aérostats dans les temps anciens et modernes, Paris, Hachette, coll. « La Bibliothèque des merveilles », 1886.
- Les Récréations scientifiques, ou l'Enseignement par les jeux, la physique sans appareils, la chimie sans laboratoire, la maison d'un amateur de science, Paris, Masson, 1886
- Histoire de mes ascensions récit de quarante voyages aériens (1868-1886), éd., Paris, Maurice Dreyfous, 1887
- La Photographie en ballon (avec une table), Gauthier-Villars, Paris, 1886, 1 vol., 45 p. (Leia on-line)
- Bibliographie aéronautique : Catalogue de livres d'histoire, de science, de voyages et de fantaisie, traitant de la navigation aérienne ou des aérostats, Paris, 1887. Réédition : Amsterdam, Israël, 1971.
- La Tour Eiffel de 300 mètres : description du monument, sa construction, ses organes mécaniques, son but et son utilité. Avec une lettre autographie de G. Eiffel, Paris, Masson, 1889
- Recettes et procédés utiles, G. Masson, s.d.
- La Science pratique, suite des Recettes et procédés utiles, G. Masson, s.d. [1889];
- Histoire des ballons et des aéronautes célèbres, Paris, H. Launette & C., 1890
- Souvenirs et récits d'un aérostier militaire de l'Armée de la Loire, 1870-1871, Paris, Dreyfous, 1896.

Gaston Tissandier é também o fundador, em 1873, da revista  La Nature, parte do acervo (1873-1942) do qual foi digitalizado e colocado online pelo Conservatoire national des arts et métiers.